# Принцип справедливості
Принцип справедливості – основоположний принцип права, який являє собою ідею домірності вкладеного й отриманого в усіх сферах життєдіяльності людини та їхнього правового забезпечення, а також передбачає вимогу відповідності між практичною роллю різних індивідів (соціальних груп) у житті суспільства та їхнім соціальним становищем, між їхніми правами та обов'язками, правопорушенням і відповідальністю, заслугами людей та їхнім суспільним визнанням.
Принцип справедливості є важливим в усіх сферах юридичної діяльності – як у нормотворчості, так і при вирішенні конкретних юридичних справ (приміром, при визначенні міри кримінального покарання). Він конкретизується у інших принципах, наприклад, у принципі рівності.
Як зазначалось ще в римських юридичних афоризмах, право є мистецтво добра і справедливості (Jus est ars boni et aequi).

## Принцип справедливості вримському праві
Принцип справедливості бере початок ще з періоду Давнього Риму, про що свідчать висловлювання тогочасних юристів. Так, Павло стверджував: «коли відсутній чіткий правовий припис, бажано справу вирішувати по справедливості» (Дигести 39.3.2.), а Ульпіан наполягав: «коли право суперечить справедливості, повинна панувати остання» (Дигести 15.1.32)
Аналізуючи джерела римського права, можна дійти висновку, що принцип справедливості має такі прояви:
- 1) рівність
- 2) вільне волевиявлення;
- 3) виконання договорів;
- 4) гарантії виконання договорів.

## Універсальна справедливість
Сучасна епоха з її процесами глобалізації особливо вимагає міжкультурного діалогу з обґрунтування справедливості і, отже, розробки принципів універсальної справедливості. У зміст універсальної справедливості включає:
- а) вимога рівності ( «діяти однаково в однакових умовах»), яке формулюється як вимога неупередженості і заборона свавілля;
- б) ідея взаємозв'язку скоєного та розплати за це, що знайшло втілення в «золотому правилі»;
- в) вимогу рівноваги між втратою та придбанням ( «справедливого обміну») яка має сенс не лише для господарської діяльності.

Універсальну справедливість характеризує, насамперед, визнання таких правових цінностей, як життя, власність, добре ім'я ( «честь»), які втілюються у визнанні прав людини, і головним чином, його права на свободу, які можна знайти вже в древньому кримінальному праві.
Загальний принцип, який можна виявити, аналізуючи різні втілення ідеї справедливості, полягає в тому, що по відношенню один до одного люди мають право на певний відносний стан рівності або нерівності, відповідно до якого розподіляються труднощі чи блага. Призначенням справедливості традиційно вважається підтримання та відтворення рівноваги чи рівної міри. Вона застосовується як для критичної оцінки поведінки людини з позиції певних правил, так і для критики самих цих правил та їх застосування.

## Аспекти принципу справедливості
Три аспекти справедливості (змістовний, формальний і процедурний) відбивають дві сторони проблеми справедливості в праві, що стосуються критерію оцінки справедливості чи несправедливості закону, з одного боку, та її застосування в конкретних справах - з іншого. Але незалежно від того, схвалюємо ми чи ні змістову концепцію справедливості, на якій базується закон, ми можемо і повинні розглядати правову систему з точки зору формальної справедливості.
Суть формальної справедливості полягає у послідовному (тобто неупередженому, об'єктивному) застосуванні правил. І саме на ній як безумовних мінімальних вимогах моралі по відношенню до права робить акцент правовий позитивізм. Формальна справедливість імпліцитно присутня в самому понятті права, яке має демонструвати безсторонність (неупередженість) та послідовність при виробленні і при застосуванні правил. Ідея формальної справедливості в правовій сфері втілюється у принципі формальної рівності й у формальному аспекті верховенства права.
У свою чергу змістовна справедливість втілюється у принципі пропорційності (розмірності). Пропорційність у сфері обміну реалізується як еквівалентність і тісно пов'язана з концепцією зрівняльної справедливості (justitia commutativa). За розкриття змісту пропорційності в сфері розподілу відповідає концепція розподільної справедливості (justitia distributiva), проте вона – залежно від філософських переконань її автора й сфери застосування – передбачає існування кількох змістовних принципів розподілу.
Процедурна справедливість визначається як додержання процедурних правил, що спрямовані на забезпечення справедливості результату певної дії, незалежно від інших обставин. Для правової сфери найбільше значення має так звана неабсолютна процедурна справедливість.
Загальним і безумовним моментом усіх сучасних концепцій справедливості є ідея прав людини, тобто визнання однакового поводження з людьми і відмова від привілеїв та імунітету, пов'язаних з національними та релігійними ознаками.

## «Суб'єктивна» і «об'єктивна» справедливість
Відповідно до двох вимірів соціального буття: персонального і інституційного - існують:
- а) справедливість як характерна риса особистості, що відноситься до чотирьох головних чеснот людини поряд з розсудливістю, мужністю і розумом (мудрістю);
- б) справедливість, що стосується соціальних інститутів (сім'я, господарство, школа), а також політична справедливість, яка стосується права, держави і політики.

Без справедливості як якості особистості, без відповідних ціннісних орієнтацій не може функціонувати і справедлива правова система. Так само для підтримки цих ціннісних орієнтації на справедливість правові інститути повинні бути відповідним чином організовані.

## Справедливість за О. Хеффе
Якщо розуміти справедливість як вищий принцип людського життя та основу здійснення людської суспільної сутності, то на особливу увагу заслуговують три елементи значення поняття «справедливість», які були виділені О. Хеффе:
- а) справедливість має природу морального обов'язку;
- б) найближче вона знаходиться до обов'язків , які визнаються добровільно і стоять вище простого примусу;
- в) її міра полягає в дистрибутивній користі - справедливим є корисне кожній людині.

## Принцип справедливості в Україні
Справедливість – загальний конституційний принцип.
Наприклад, Конституційний Суд України неодноразово посилався на принцип справедливості.
Так, на його думку, висловлену у рішенні від 2 листопада 2004 року № 15-рп/2004 у справі про призначення судом більш м’якого покарання, справедливість є однією з основних засад права. Конституційний Суд підкреслює, що зазвичай справедливість розглядають як властивість права, виражену, зокрема, в рівному юридичному масштабі поведінки, а справедливе застосування норм права передбачає передусім недискримінаційний підхід, неупередженість.
У рішенні Конституційного Суду України від 11 жовтня 2005 року № 8-рп/2005 у справі про рівень пенсії і щомісячного довічного грошового утримання підкреслюється, що діяльність правотворчих і правозастосовних органів має здійснюватися за принципом справедливості.
У рішенні від 22 вересня 2005 року № 5-рп/2005 у справі про постійне користування земельними ділянками Суд зазначає, що із конституційних принципів рівності і справедливості випливає вимога визначеності, ясності і недвозначності правової норми, оскільки інше не може забезпечити її однакове застосування, не виключає необмеженості трактування у правозастосовній практиці і неминуче призводить до сваволі.
Конституційний Суд України також розкриває сутність справедливості через принцип розмірності, або пропорційності (див. рішення від 24 березня 2005 року № 2-рп/2005 у справі про податкову заставу і від 20 червня 2007 року № 5-рп/2007 у справі щодо кредиторів підприємств комунальної форми власності).
Так, на думку Конституційного Суду України, розмір податкової застави, виходячи із загальних принципів права, має відповідати сумі податкового зобов’язання, що забезпечувало б конституційну вимогу справедливості та розмірності.
У рішенні від 17 березня 2005 року № 1-рп/2005 у справі про надання допомоги по тимчасовій непрацездатності Конституційний Суд України висловлює думку про зв’язок між конституційними принципами соціальної держави і справедливості, підкреслюючи, що соціальна держава зобов’язана відповідним чином регулювати економічні процеси, встановлювати і застосовувати справедливі та ефективні форми перерозподілу суспільного доходу з метою забезпечення добробуту всіх громадян.

## Принципи справедливості заДжоном Ролзом
Перший принцип: кожна людина повинна мати рівні права відносно найбільш великої схеми рівних основних свобод, сумісних з подібними схемами свобод для інших. Другий принцип: соціальні і економічні нерівності повинні бути влаштовані так, щоб: (а) від них можна було б розумно очікувати переваг для всіх, і (б) доступ до положень (positions) і посад був би відкритий усім.
Ці принципи застосовуються головним чином базисної структурі суспільства і керують приписуванням прав і обов'язків, а також регулюють розподіл соціальних та економічних переваг. Їх формулювання передбачає, що, для цілей теорії справедливості, соціальна структура може розглядатися як така,що складається з двох частин, до однієї з яких застосовується перший принцип, а до іншої - другий принцип. Таким чином, можна розрізнити аспекти соціальної системи, які визначають і гарантують рівні основні свободи, і аспекти, які специфікують і встановлюють соціальні та економічні нерівності. Тут істотно відзначити, що основні свободи задаються переліком таких свобод. У ньому важливе місце займають: політична свобода (право голосувати на виборах і займати офіційну посаду), свобода слова і зборів; свобода совісті і свобода думки,свобода особистості, включає свободу від психологічного придушення, фізичної загрози і розчленовування (цілісність людини); право мати особисту власність і свободу від довільного арешту і затримання, як то визначено правлінням закону. Ці свободи мають бути рівними, згідно з першим принципом. Другий принцип застосовується, в першому наближенні, до розподілу доходів і багатства і до пристрою організацій, які використовують відмінності у владі і відповідальності. У той час як розподіл доходів і багатства не обов'язково має бути рівним, він має бути спрямованим на отримання переваг усіма, і в той же самий час владні відповідальні посади повинні бути доступні всім. Другий принцип застосовується при відкритості посад, і будучи підданим цьому обмеженню, встановлює соціальні та економічні нерівності для вигоди всіх. Ці принципи повинні бути впорядковані так, що перший принцип первинний по відношенню до другого. Це впорядкування означає, що не можуть бути виправдані порушення основних свобод, захищених першим принципом, або ж компенсація порушення великими соціальними та економічними перевагами.